# Scheduled Tribes

2011: Anteile der damaligen 705 Scheduled Tribes (104,3 Mio. Angehörige: 8,6 % aller Einwohner) an den Bevölkerungen der 29 Bundesstaaten und 7 Unionsterritorien in Indien

Scheduled Tribes (englisch schedule „Liste“, tribe „Stamm“; Hindi अनुसूचित जनजाति ; deutsche Entsprechung: „registrierte Stammesgemeinschaften“; Einzahl: der Scheduled Tribe) oder abgekürzt ST ist eine in Indien rechtsgültige verwaltungstechnische Einteilung für soziokulturell oder ethnolinguistisch definierte indigene Volksgruppen, denen nach der indischen Verfassung als „schwächeren Teilen der Bevölkerung“ Schutz, staatliche Wohlfahrts- und Förderprogramme, Sonderrechte und in Nordostindien teils eine autonome Selbstverwaltung eingeräumt werden. Diese Anerkennung geschieht nicht zentral, sondern auf der Ebene der einzelnen Bundesstaaten und Unionsterritorien und betrifft nur ihre jeweils ansässigen Einwohner. Im Jahr 2014 waren insgesamt 693 Scheduled Tribes anerkannt, bei der Volkszählung in Indien 2011 waren es 705 (104 Mio. Angehörige: 9 % aller Einwohner), etwa 20 weitere warteten auf ihre offizielle „Listung“ und andere wollten Obergruppen zugeordnet werden. Die meisten Stammesgruppen siedeln in 8 Staaten in Zentralindien sowie im kleinen Gebiet der „Sieben Schwesterstaaten“ im abgelegenen Nordostindien. Die größte Anzahl an ST-Angehörigen lebt im großen zentralindischen Bundesstaat Madhya Pradesh (15 Millionen, 21 % der Einwohner). Keine ST gibt es in drei Staaten und in drei Territorien (siehe unten). 75 Gruppen gelten als sozial „besonders verletzbar“ in ihrer vor-landwirtschaftlichen Lebensweise, sie werden als Particularly Vulnerable Tribal Groups (PVTGs: rund 10 Mio. Angehörige) klassifiziert. Viele Stammesvölker verstehen sich übergeordnet als Adivasi, als die „ursprünglichen Einwohner, ersten Siedler“ – aber diese Bezeichnung wird von der indischen Regierung nicht anerkannt.
Die administrative Einteilung als Scheduled Tribes hat Entsprechungen mit den verfassungsmäßigen Schutzrechten und Fördermaßnahmen für Angehörige von Scheduled Castes (SC: „Gelistete Kasten“) und für Angehörige von Other Backward Classes (OBC: „Andere zurückgebliebene Klassen“). Entsprechend kann eine kleine Untergruppe eines im Nachbarstaat anerkannten Scheduled Tribe im eigenen Staat gar nicht anerkannt sein, oder als SC oder als OBC oder als PVTG „gelistet“ und gefördert werden. So hat das Nationale Hauptstadtterritorium Delhi keine ST, weil in dem großen städtischen Bereich keine Volksgruppe als „ländlich“ (rural) eingestuft werden kann, sondern nur in einer der anderen sozialen Gruppen. Angehörige der Scheduled Tribes können beliebigen Religionen angehören. Dies unterscheidet sie von den Scheduled Castes, die definitionsgemäß Hindus, Buddhisten oder Jains sein müssen.

## Begriffsdefinition und -Geschichte
Die Väter der indischen Verfassung, namentlich Bhimrao Ramji Ambedkar, waren sehr darauf bedacht, das Prinzip der Chancengleichheit in der sehr stark durch Kastendenken, sowie religiöse und ethnische Grenzen bestimmten heterogenen Bevölkerung Indiens festzuschreiben. In Artikel 46 der 1949 verabschiedeten und 1950 in Kraft getretenen Verfassung heißt es dazu:

“The State shall promote with special care the educational and economic interests of the weaker sections of the people, and, in particular, of the Scheduled Castes and the Scheduled Tribes, and shall protect them from social injustice and all forms of exploitation.”

„Der Staat soll sich mit besonderer Pflege um die Bildungs- und wirtschaftlichen Interessen der schwächeren Teile der Bevölkerung kümmern, insbesondere um die Scheduled Castes und die Scheduled Tribes, und soll sie schützen vor sozialen Ungerechtigkeiten und allen Formen der Ausbeutung.“

In Artikel 342 wurde bestimmt, dass der Staatspräsident das Recht haben sollte, bestimmte Bevölkerungsgruppen („Stämme oder Stammesgemeinschaften oder Gruppen davon“) nach Konsultation mit dem Gouverneur des entsprechenden Bundesstaats oder Unionsterritoriums als Scheduled Tribe zu spezifizieren. Die entsprechenden Erlasse des Präsidenten sollten nur per Parlamentsbeschluss geändert werden können.
Obwohl nicht in der Verfassung ausdrücklich angegeben, war diese Bezeichnung seinerzeit für Bevölkerungsgruppen gedacht, die eine unterscheidende eigene Kultur aufwiesen und eine „primitive, zurückgebliebene“ Lebensweise haben, abgeschieden von der übrigen Bevölkerung des Staates oder Territoriums in einem geografisch umgrenzten Gebiet. Das indische Ministerium für Stammesangelegenheiten kennzeichnete die beiden Bezeichnungen „primitiv“ und „isoliert“ in einem Kommissionsbericht von 2014 als überkommen und herabwürdigend (outdated and derogatory). Bereits im Titel des Berichts wird als übergeordnete Bezeichnung der vielen betroffenen Volksgruppen Tribal Communities vorgeschlagen („Stammesgemeinschaften“).
Viele der Scheduled Tribes verwenden die politische Eigenbezeichnung Adivasi in der Bedeutung von „ursprüngliche Einwohner“, diese Bezeichnung wird allerdings von der indischen Regierung nicht anerkannt.
| Bisherige Präsidialerlasse zur Spezifikation der Scheduled Tribes | Bisherige Präsidialerlasse zur Spezifikation der Scheduled Tribes                    | Bisherige Präsidialerlasse zur Spezifikation der Scheduled Tribes | Bisherige Präsidialerlasse zur Spezifikation der Scheduled Tribes |
| Nr. | Bezeichnung                                                                          | Datum                                                             | betroffene Bundesstaaten und Unionsterritorien |
| --- | ------------------------------------------------------------------------------------ | ----------------------------------------------------------------- | --- |
| 1 | The Constitution (Scheduled Tribes) Order 1950 (C.O.22)                              | 6.9.1950                                                          | Andhra Pradesh, Arunachal Pradesh, Assam, Bihar, Gujarat, Goa, Himachal Pradesh, Karnataka, Kerala, Madhya Pradesh, Maharashtra, Manipur, Meghalaya, Mizoram, Odisha, Rajasthan, Tamil Nadu, Telangana, Tripura, Westbengalen |
| 2 | The Constitution (Scheduled Tribes) (Union Territories) Order, 1951 (C.O.33)         | 20.9.1951                                                         | Daman und Diu, Lakshadweep |
| 3 | The Constitution (Andaman AndNicobar Islands) Scheduled Tribes Order, 1959 (C.O. 58) | 31.3.1959                                                         | Andamanen und Nikobaren |
| 4 | The Constitution (Dadra & Nagar Haveli) Scheduled Tribes Order, 1962 (C.O. 65)       | 30.6.1962                                                         | Dadra und Nagar Haveli |
| 5 | The Constitution (Uttar Pradesh) Scheduled Tribes Order, 1967 (C.O. 78)              | 24.6.1967                                                         | Uttar Pradesh |
| 6 | The Constitution (Nagaland) Scheduled Tribes Order, 1970 (C.O.88)                    | 23.7.1970                                                         | Nagaland |
| 7 | The Constitution (Sikkim) Scheduled Tribes Order, 1978 (C.O.111)                     | 22.6.1978                                                         | Sikkim |
| 8 | The Constitution (Jammu & Kashmir) Scheduled Tribes Order, 1989 (C.O. 142)           | 7.10.1989                                                         | Jammu und Kashmir |
| Anmerkung: Hier sind die Bezeichnungen der im Jahr 2011 existierenden Bundesstaaten angegeben; Grenzen und Benennungen der Bundesstaaten und Unionsterritorien änderten sich im Laufe der Zeit mehrfach. |                                                                                      |                                                                   | |

## Nationale Kommission für Scheduled Tribes
Der Verfassungsartikel 338 bestimmte zunächst das Amt eines „Kommissars für Scheduled Castes und Scheduled Tribes“ (Commissioner for Scheduled Castes and Scheduled Tribes), der den Staatspräsidenten in diesen Angelegenheiten unterstützen und ihm Bericht erstatten sollte. Dazu wurden 17 regionale Behörden in ganz Indien eingerichtet, um dem Kommissar bei diesen Aufgaben zuzuarbeiten. Am 21. Juli 1978 wurde das Amt des Kommissars ergänzt mit der „Kommission für Scheduled Tribes und Scheduled Castes“ (Commission for Scheduled Castes and Scheduled Tribes), am 1. September 1987 umbenannt in National Commission for Scheduled Castes and Scheduled Tribes.
Diese Kommission erhielt mit dem 65. Verfassungszusatz vom 12. März 1992 Verfassungsrang und ersetzte das Amt des Kommissars vollständig. Sie wurde dann in zwei Kommissionen aufgeteilt (am 19. Februar 2004 ergänzte der 89. Verfassungszusatz den Artikel 338 mit Artikel 338A) mit getrennten Zuständigkeiten: die National Commission for Scheduled Castes und die National Commission for Scheduled Tribes (NCST): „Nationale Kommission für Scheduled Tribes“.

## Bescheinigte Anerkennung
Seit 1950 haben indische Staatspräsidenten insgesamt 9 Erlasse bezüglich Scheduled Tribes herausgegeben, von denen 8 noch in Kraft sind (siehe nebenstehende Tabelle); der Erlass Constitution (Goa, Daman & Diu) Scheduled Tribes order 1968 verlor seine Gültigkeit, nachdem Goa im Jahr 1987 von einem Unionsterritorium zu einem Bundesstaat gewandelt wurde.
Die Anerkennung wird auf der Ebene der Bundesstaaten geregelt, so kann ein Scheduled Tribe in einem Staat anerkannt sein, im benachbarten nicht. Als entscheidende soziale Merkmale einer ST werden angegeben:
1. Anhaltspunkte primitiver Merkmale (indications of primitive traits)
2. unverwechselbare Kultur (distinctive culture)
3. Zurückhaltung der Gemeinschaft insgesamt in Bezug auf Kontakte nach außen (shyness of contact with the community at large)
4. gebietsmäßige Abgeschiedenheit (geographical isolation)
5. Rückständigkeit (backwardness)

Um als Mitglied eines im Staat oder Territorium „gelisteten“ Scheduled Tribe anerkannt zu werden, muss die Person einen Antrag stellen und dafür verschiedene Bedingungen erfüllen:
- die betreffende Person und ihre Eltern müssen per Geburt tatsächlich zu der entsprechenden Gruppe gehören; Ehepartner eines ST-Angehörigen werden nicht als ST-Angehörige anerkannt,
- die Person muss aus dem Bundesstaat und der Region (Scheduled Areas) stammen, in der die betreffende Gruppe als ST anerkannt ist,
- die Person kann einer beliebigen Religionsgemeinschaft angehören (dies ist ein Unterschied zu den Scheduled Castes, wo nur Hindus, Sikhs, und Buddhisten eingeschlossen werden).

Erfüllt die antragstellende Person diese Bedingungen, kann sie von den Behörden eine Bescheinigung (Zertifikat) ausgestellt bekommen, dass sie Angehörige eines ST ist. Das amtliche Dokument muss nach bestimmten Vorgaben formuliert sein und berechtigt zu einer bevorzugten Behandlung bei der Vergabe von staatlichen Stellen oder beispielsweise Studienplätzen. Reserviert für Angehörige von Scheduled Tribes sind 7,5 % der gesamtstaatlichen Stellen, in den Staaten und Territorien gelten eigene Quoten, orientiert an den Bevölkerungsanteilen der jeweiligen ST.

## Statistiken

Prozentsatz Gelisteter Stämme in Indien nach Landkreisen (tehsil) 2011

Die meisten der insgesamt 693 Scheduled Tribes (2014) siedeln in 8 Bundesstaaten in Zentralindien und in den „Sieben Schwesterstaaten“ in Nordostindien – keine ST gibt es in Haryana und Punjab und den drei Territorien Chandigarh, Delhi und Puducherry; Telangana wurde erst ab 2014 ein eigener Bundesstaat (bis dahin Teil von Andhra Pradesh). Die genaue Anzahl der Stämme und ihrer Angehörigen kann sich jährlich ändern, weil Untergruppen teils unterschiedlich bezeichnet oder unterschiedlichen Hauptgruppen zugeordnet werden oder dies für sich beanspruchen; im Jahr 2011 waren 705 ST amtlich registriert. Die rechtliche Anerkennung einer Volksgruppe als „Scheduled Tribe“ gilt immer nur für die Einwohner des jeweiligen Bundesstaates oder Unionsterritoriums.

### Bevölkerungsstärkste Scheduled Tribes
Die folgende Liste zeigt die 33 größten Scheduled Tribes laut der Volkszählung in Indien 2011 (76 % ≈ 80 von insg. 104 Mio. Angehörigen) mit ihrer Bevölkerungsentwicklung (Bevölkerungsexplosion ab +25 %), ihren Anteilen und ihrer Geschlechterverteilung (Anzahl der weiblichen Angehörigen je 1000 männlichen) sowie die besiedelten Staaten/Territorien – die Zuwachsraten ab 2001 können auch durch staatliche Neuregelungen begründet sein, so wurden einige Untergruppen anders zugeordnet:
|    | ST-Name       | Angehörige  | ab 2001  | Anteil  | weiblich    | 2011 als Scheduled Tribe anerkannt in diesen Bundesstaaten und Unionsterritorien                        |
| -- | ------------- | ----------- | -------- | ------- | ----------- | --- |
| 0  | 705 ST:       | 104.281.034 | +23,66 % | 100 %   | 990 : 1000  | 8,61 % der Bevölkerung (1.210.854.977 \| +17,69 % ab 2001 \| 943 weibliche je 1000 männliche Einwohner) |
| 1  | Bhil          | 17.071.049  | +34,42 % | 16,37 % | 980 : 1000  | Madhya Pradesh, Gujarat, Rajasthan, Maharashtra, Karnataka, Tripura, Andhra Pradesh, Chhattisgarh       |
| 2  | Gond          | 13.256.928  | +22,08 % | 12,71 % | 1004 : 1000 | Madhya Pradesh, Chhattisgarh, Maharashtra, Odisha, Uttar Pradesh, Andhra Pradesh u. a. (insg. 11)       |
| 3  | Santal        | 6.570.807   | +12,55 % | 6,30 %  | 1007 : 1000 | Jharkhand, West Bengal, Odisha, Bihar, Assam, Tripura                                                   |
| 4  | Mina          | 4.345.528   | +14,36 % | 4,17 %  | 919 : 1000  | Rajasthan                                                                                               |
| 5  | Naikda        | 3.787.639   | +13,23 % | 3,63 %  | 987 : 1000  | Daman und Diu, Goa, Dadra und Nagar Haveli, Rajasthan, Karnataka, Gujarat, Maharashtra                  |
| 6  | Oraon         | 3.682.992   | +17,21 % | 3,53 %  | 1002 : 1000 | Westbengalen, Bihar, Maharashtra, Odisha, Jharkhand, Chhattisgarh, Madhya Pradesh                       |
| 7  | Sugalis       | 2.407.637   | +15,87 % | 2,31 %  | 956 : 1000  | Andhra Pradesh                                                                                          |
| 8  | Munda         | 2.203.006   | +14,85 % | 2,11 %  | 998 : 1000  | Jharkhand, Odisha, Westbengalen, Chhattisgarh, Tripura, Bihar, Madhya Pradesh                           |
| 9  | Koli Dhor     | 2.152.540   | ?        | 2,06 %  | 968 : 1000  | Maharashtra, Gujarat, Karnataka, Dadra und Nagar Haveli, Odisha, Arunachal Pradesh                      |
| 10 | Naga          | 1.673.555   | −8,10 %  | 1,60 %  | 976 : 1000  | Nagaland                                                                                                |
| 11 | Khond         | 1.628.501   | +16,54 % | 1,56 %  | 1059 : 1000 | Bihar, Westbengalen, Jharkhand, Odisha                                                                  |
| 12 | Koli Mahadev  | 1.459.565   | +18,90 % | 1,40 %  | 966 : 1000  | Maharashtra                                                                                             |
| 13 | Khasi         | 1.428.745   | +25,51 % | 1,37 %  | 1032 : 1000 | Meghalaya, Assam, Mizoram                                                                               |
| 14 | Bodo (Boro)   | 1.361.735   | +0,66 %  | 1,31 %  | 994 : 1000  | Assam                                                                                                   |
| 15 | Kol           | 1.263.818   | +27,48 % | 1,21 %  | 963 : 1000  | Odisha (Orissa), Chhattisgarh, Madhya Pradesh, Maharashtra, Bihar, Jharkhand                            |
| 16 | Varli         | 1.238.066   | +27,00 % | 1,19 %  | 1014 : 1000 | Gujarat, Daman und Diu, Dadra und Nagar Haveli, Maharashtra, Karnataka, Goa                             |
| 17 | Kokna         | 1.076.854   | +16,20 % | 1,03 %  | 994 : 1000  | Dadra und Nagar Haveli, Gujarat, Maharashtra, Karnataka                                                 |
| 18 | Gujjar        | 1.073.201   | +34,26 % | 1,03 %  | 922 : 1000  | Jammu und Kashmir, Himachal Pradesh                                                                     |
| 19 | Ho            | 1.033.095   | +28,03 % | 0,99 %  | 1020 : 1000 | Bihar, Westbengalen, Jharkhand, Orissa                                                                  |
| 20 | Garo          | 1.000.511   | +37,91 % | 0,96 %  | 988 : 1000  | Meghalaya, Assam, Westbengalen, Nagaland, Mizoram, Tripura                                              |
| 21 | Korku         | 995.823     | +28,63 % | 0,96 %  | 961 : 1000  | Chhattisgarh, Madhya Pradesh, Maharashtra                                                               |
| 22 | Kawar         | 946.672     | +16,47 % | 0,91 %  | 1008 : 1000 | Odisha (Orissa), Bihar, Jharkhand, Chhattisgarh, Madhya Pradesh, Maharashtra                            |
| 23 | Bhumij        | 869.653     | +13,55 % | 0,83 %  | 993 : 1000  | Westbengalen, Jharkhand, Odisha                                                                         |
| 24 | Mizo (Lushai) | 747.858     | +12,00 % | 0,72 %  | 1023 : 1000 | Assam, Manipur, Mizoram, Meghalaya                                                                      |
| 25 | Koya          | 738.629     | +6,70 %  | 0,71 %  | 1049 : 1000 | Maharashtra, Odisha, Andhra Pradesh, Karnataka                                                          |
| 26 | Saharia       | 685.757     | +30,12 % | 0,66 %  | 943 : 1000  | Madhya Pradesh, Rajasthan, Uttar Pradesh, Chhattisgarh                                                  |
| 27 | Mising (Miri) | 680.424     | +15,85 % | 0,65 %  | 968 : 1000  | Assam, Arunachal Pradesh                                                                                |
| 28 | Dhodia        | 680.090     | ?        | 0,65 %  | 1000 : 1000 | Gujarat, Daman & Diu, Dadra und Nagar Haveli, Maharashtra, Goa                                          |
| 29 | Dubla         | 675.945     | +7,70 %  | 0,65 %  | 995 : 1000  | Goa, Gujarat, Daman und Diu, Dadra und Nagar Haveli, Maharashtra, Karnataka                             |
| 30 | Halba         | 650.631     | +1,81 %  | 0,63 %  | 1013 : 1000 | Madhya Pradesh, Chhattisgarh, Maharashtra                                                               |
| 31 | Rathawa       | 642.881     | +19,91 % | 0,62 %  | 973 : 1000  | Gujarat                                                                                                 |
| 32 | Kolha         | 625.009     | ?        | 0,60 %  | 1015 : 1000 | Odisha (Orissa)                                                                                         |
| 33 | Tripuri       | 592.255     | +8,90 %  | 0,57 %  | 985 : 1000  | Tripura                                                                                                 |
| #  | ST-Name       | Angehörige  | ab 2001  | Anteil  | weiblich    | 2011 wohnhaft in diesen Bundesstaaten und Unionsterritorien                                             |

### Anteil an der Bevölkerung der Bundesstaaten und Unionsterritorien
Die folgende Liste zeigt die Anteile der Angehörigen von Scheduled Tribes an der Bevölkerung der 29 Staaten und 7 Unionsterritorien (hier eingerückt) nach der Volkszählung in Indien 2011 mit ihrer Wachstumsrate seit 2001, ihrem Anteil an der Bevölkerung, ihrer Geschlechterverteilung (Anzahl der weiblichen Einwohner je 1000 männlichen) sowie ihrem jeweiligen Anteil an den insgesamt 104 Mio. ST-Angehörigen – keine ST gibt es in den 5 Staaten/Territorien Chandigarh, Delhi, Haryana, Puducherry und Punjab (erst 2014 entstand Telangana):
|      | Bundesstaat 1–29 Unionsterritorium 30–36 | Einwohner     | Einwohner | Einwohner | Einwohner | Einwohner   | Scheduled Tribes | Scheduled Tribes | Scheduled Tribes | Scheduled Tribes | Scheduled Tribes | Scheduled Tribes |
| 2011 | Bundesstaat 1–29 Unionsterritorium 30–36 | ab 2001       | Anteil    | ländlich  | weiblich  | 2011        | ab 2001          | Anteil           | weiblich         | ST               | Anteil           |                  |
| ---- | ---------------------------------------- | ------------- | --------- | --------- | --------- | ----------- | ---------------- | ---------------- | ---------------- | ---------------- | ---------------- | ---------------- |
| 0    | Indien                                   | 1.210.854.977 | +17,6 %   | 100 %     | 68,8 %    | 943 : 1000  | 104.281.034      | +23,7 %          | 8,6 %            | 990 : 1000       | 693              | 100 %            |
| 1    | Andhra Pradesh (mit Telangana)           | 84.580.777    | +11,0 %   | 4,1 %     | 66,6 %    | 993 : 1000  | 5.918.073        | +17,8 %          | 7,0 %            | 993 : 1000       | 25               | 5,68 %           |
| 2    | Arunachal Pradesh                        | 1.383.727     | +26,0 %   | 0,1 %     | 77,1 %    | 938 : 1000  | 951.821          | +35,0 %          | 68,8 %           | 1032 : 1000      | 16               | 0,91 %           |
| 3    | Assam                                    | 31.205.576    | +17,1 %   | 2,6 %     | 85,9 %    | 958 : 1000  | 3.884.371        | +17,4 %          | 12,4 %           | 985 : 1000       | 29               | 3,72 %           |
| 4    | Bihar                                    | 104.099.452   | +25,4 %   | 8,6 %     | 88,7 %    | 918 : 1000  | 1.336.573        | +76,2 %          | 1,3 %            | 958 : 1000       | 33               | 1,28 %           |
| 5    | Chhattisgarh                             | 25.545.198    | +22,6 %   | 2,1 %     | 76,8 %    | 991 : 1000  | 7.822.902        | +18,2 %          | 30,6 %           | 1020 : 1000      | 42               | 7,50 %           |
| 6    | Goa                                      | 1.458.545     | +8,2 %    | 0,1 %     | 37,8 %    | 973 : 1000  | 149.275          | ?                | 10,2 %           | 1046 : 1000      | 8                | 0,14 %           |
| 7    | Gujarat                                  | 60.439.692    | +19,3 %   | 5,0 %     | 57,4 %    | 919 : 1000  | 8.917.174        | +19,2 %          | 14,8 %           | 981 : 1000       | 29               | 8,55 %           |
| 8    | Haryana                                  | 25.353.081    | +19,9 %   | 2,1 %     | 65,1 %    | 879 : 1000  | 0                | –                | 0                | –                | 0                | –                |
| 9    | Himachal Pradesh                         | 6.864.602     | +12,9 %   | 0,6 %     | 90,0 %    | 972 : 1000  | 392.126          | +60,3 %          | 5,7 %            | 999 : 1000       | 10               | 0,38 %           |
| 10   | Jammu und Kashmir                        | 12.541.302    | +23,6 %   | 1,0 %     | 72,6 %    | 889 : 1000  | 1.493.299        | +35,0 %          | 11,9 %           | 924 : 1000       | 12               | 1,43 %           |
| 11   | Jharkhand                                | 32.988.134    | +22,4 %   | 2,7 %     | 76,0 %    | 948 : 1000  | 8.645.042        | +22,0 %          | 26,2 %           | 1003 : 1000      | 32               | 8,29 %           |
| 12   | Karnataka                                | 61.095.297    | +15,6 %   | 5,1 %     | 61,3 %    | 973 : 1000  | 4.248.987        | +22,7 %          | 7,0 %            | 990 : 1000       | 50               | 4,07 %           |
| 13   | Kerala                                   | 33.406.061    | +4,9 %    | 2,8 %     | 52,3 %    | 1084 : 1000 | 484.839          | +33,1 %          | 1,5 %            | 1035 : 1000      | 36               | 0,46 %           |
| 14   | Madhya Pradesh                           | 72.626.809    | +20,4 %   | 6,0 %     | 72,4 %    | 931 : 1000  | 15.316.784       | +25,2 %          | 21,1 %           | 984 : 1000       | 43               | 14,69 %          |
| 15   | Maharashtra                              | 112.374.333   | +16,0 %   | 9,3 %     | 54,8 %    | 929 : 1000  | 10.510.213       | +22,5 %          | 9,4 %            | 977 : 1000       | 45               | 10,08 %          |
| 16   | Manipur                                  | 2.570.390     | +24,5 %   | 0,2 %     | 67,5 %    | 985 : 1000  | 902.740          | +21,8 %          | 35,1 %           | 1002 : 1000      | 34               | 0,87 %           |
| 17   | Meghalaya                                | 2.966.889     | +28,0 %   | 0,2 %     | 79,9 %    | 989 : 1000  | 2.555.861        | +28,3 %          | 86,1 %           | 1013 : 1000      | 17               | 2,45 %           |
| 18   | Mizoram                                  | 1.097.206     | +23,5 %   | 0,1 %     | 47,9 %    | 976 : 1000  | 1.036.115        | +23,4 %          | 94,4 %           | 1007 : 1000      | 15               | 0,99 %           |
| 19   | Nagaland                                 | 1.978.502     | −0,6 %    | 0,2 %     | 71,1 %    | 931 : 1000  | 1.710.973        | −3,6 %           | 86,5 %           | 976 : 1000       | 5                | 1,64 %           |
| 20   | Odisha (bis 2011: Orissa)                | 41.974.218    | +14,1 %   | 3,5 %     | 83,3 %    | 979 : 1000  | 9.590.756        | +17,7 %          | 22,8 %           | 1029 : 1000      | 62               | 9,20 %           |
| 21   | Punjab                                   | 27.743.338    | +13,9 %   | 2,3 %     | 62,5 %    | 895 : 1000  | 0                | –                | 0                | –                | 0                | –                |
| 22   | Rajasthan                                | 68.548.437    | +21,3 %   | 5,7 %     | 75,1 %    | 928 : 1000  | 9.238.534        | +30,2 %          | 13,5 %           | 948 : 1000       | 12               | 8,86 %           |
| 23   | Sikkim                                   | 610.577       | +12,9 %   | <0,1 %    | 74,8 %    | 890 : 1000  | 20.636           | +85,2 %          | 3,4 %            | 960 : 1000       | 4                | 0,02 %           |
| 24   | Tamil Nadu                               | 72.147.030    | +15,6 %   | 6,0 %     | 51,6 %    | 996 : 1000  | 794.697          | +22,0 %          | 1,1 %            | 981 : 1000       | 36               | 0,76 %           |
| 25   | Telangana (ab 2014)                      | 35.286.757    | -         | 3,0 %     | -         | -           | -                | -                | -                | -                | -                | -                |
| 26   | Tripura                                  | 3.673.917     | +14,8 %   | 0,3 %     | 73,8 %    | 960 : 1000  | 1.166.813        | +17,5 %          | 31,8 %           | 983 : 1000       | 19               | 1,12 %           |
| 27   | Uttar Pradesh                            | 199.812.341   | +20,2 %   | 16,5 %    | 77,7 %    | 912 : 1000  | 1.134.273        | +950,6 %         | 0,6 %            | 952 : 1000       | 15               | 1,09 %           |
| 28   | Uttarakhand                              | 10.086.292    | +18,8 %   | 0,8 %     | 69,8 %    | 963 : 1000  | 291.903          | +14,0 %          | 2,9 %            | 963 : 1000       | 5                | 0,28 %           |
| 29   | Westbengalen                             | 91.276.115    | +13,8 %   | 7,6 %     | 68,1 %    | 950 : 1000  | 5.296.953        | +20,2 %          | 5,8 %            | 999 : 1000       | 40               | 5,08 %           |
| 30   | · Andamanen und Nikobaren                | 380.581       | +6,9 %    | <0,1 %    | 62,3 %    | 876 : 1000  | 2.853            | −3,2 %           | 0,7 %            | 937 : 1000       | 6                | 0,003 %          |
| 31   | · Chandigarh                             | 1.055.450     | +17,2 %   | 0,1 %     | 2,7 %     | 818 : 1000  | 0                | –                | 0                | –                | 0                | –                |
| 32   | · Dadra und Nagar Haveli                 | 343.709       | +55,9 %   | <0,1 %    | 53,3 %    | 774 : 1000  | 178.564          | +30,1 %          | 52,0 %           | 1010 : 1000      | 7                | 0,17 %           |
| 33   | · Daman und Diu                          | 243.247       | +53,8 %   | <0,1 %    | 24,8 %    | 618 : 1000  | 15.363           | +9,8 %           | 6,3 %            | 977 : 1000       | 5                | 0,01 %           |
| 34   | · Delhi (Hauptstadtterritorium)          | 16.787.941    | +21,2 %   | 1,4 %     | 2,5 %     | 868 : 1000  | 0                | –                | 0                | –                | 0                | –                |
| 35   | · Lakshadweep (Inseln)                   | 64.473        | +6,3 %    | <0,1 %    | 21,9 %    | 946 : 1000  | 61.120           | +6,6 %           | 94,8 %           | 1003 : 1000      | 1                | 0,06 %           |
| 36   | · Puducherry                             | 1.247.953     | +28,1 %   | 0,1 %     | 31,7 %    | 1037 : 1000 | 0                | –                | 0                | –                | 0                | –                |
| #    | Bundesstaat 1–29 Unionsterritorium 30–36 | 2011          | ab 2001   | Anteil    | ländlich  | weiblich    | 2011             | ab 2001          | Anteil           | weiblich         | ST               | Anteil           |
| #    | Bundesstaat 1–29 Unionsterritorium 30–36 | Einwohner     | Einwohner | Einwohner | Einwohner | Einwohner   | Scheduled Tribes | Scheduled Tribes | Scheduled Tribes | Scheduled Tribes | Scheduled Tribes | Scheduled Tribes |

Siehe auch:
- Bundesstaaten/Territorien nach ihrem HDI (Human Development Index)
- Bundesstaaten/Territorien nach ihrem BIP (Bruttoinlandsprodukt)

### Soziale Entwicklungsindikatoren
Die Statistiken der indischen Volkszählungen zeigen, dass die Scheduled Tribes in praktisch allen sozialen Entwicklungsindikatoren schlechter abschneiden als die übrige Bevölkerung. Der Bildungsgrad, der Gesundheitszustand oder die gesundheitliche Versorgung sind schlechter – Armut, Arbeitslosigkeit, Alkoholismus sind häufiger, und die soziale Stellung der Frauen ist im Allgemeinen ungünstiger.
 Armut
Eine Studie von 2013 vergleicht den Anteil von Scheduled Tribes, die zwischen den Jahren 1994 und 2012 unter der Armutsgrenze lebten, das waren mit 43 % der ST-Angehörigen in 2012 fast doppelt so viele wie der indische Durchschnitt von 22 %:
| Anteil der Bevölkerung unterhalb der Armutsgrenze | Anteil der Bevölkerung unterhalb der Armutsgrenze | Anteil der Bevölkerung unterhalb der Armutsgrenze | Anteil der Bevölkerung unterhalb der Armutsgrenze | Anteil der Bevölkerung unterhalb der Armutsgrenze | Anteil der Bevölkerung unterhalb der Armutsgrenze | Anteil der Bevölkerung unterhalb der Armutsgrenze |
| Soziale Gruppe                                    | 1994                                              | 2005                                              | 1994–2005                                         | 2010                                              | 2012                                              | 2005–2012                                         |
| ------------------------------------------------- | ------------------------------------------------- | ------------------------------------------------- | ------------------------------------------------- | ------------------------------------------------- | ------------------------------------------------- | ------------------------------------------------- |
| Indien gesamt                                     | 45,7 %                                            | 37,7 %                                            | −8,0 %                                            | 29,9 %                                            | 22,0 %                                            | −15,7 %                                           |
| Scheduled Tribes                                  | 63,7 %                                            | 60,0 %                                            | −3,7 %                                            | 45,6 %                                            | 43,0 %                                            | −17,0 %                                           |

 Lesefähigkeit

Alphabetisierungsraten 2011 der Gesamtbevölkerung und der Scheduled Tribes (ST) sowie der Scheduled Castes (SC)

Als ein Gradmesser für die soziale Entwicklung kann die Alphabetisierungsrate der Scheduled Tribes im Vergleich zur Gesamtbevölkerung gelten. Hier ergaben die Volkszählungen der letzten Jahrzehnte eine im Durchschnitt deutlich höhere Rate von Nichtlesefähigen bei den Scheduled Tribes, auch wenn ihr Abstand zur übrigen Bevölkerung langsam abgenommen hat.
Die folgende Liste zeigt die Alphabetisierungsraten in Indien nach den Volkszählungen 1961 bis 2011 mit Durchschnittswerten, dabei können einzelne der Scheduled Tribes einen höheren Entwicklungsstand aufweisen als die Durchschnittsbevölkerung (beispielsweise die Khasi mit 77 % gegenüber 74 % im nordostindischen Meghalaya):
|        | Lesefähigkeit in Indien | Lesefähigkeit in Indien | Lesefähigkeit in Indien | Lesefähigkeit in Indien | Lücke  | Scheduled Tribes | Scheduled Tribes | Scheduled Tribes | Scheduled Tribes |
| Männer | Frauen                  | Lücke                   | ⌀                       | ⌀                       | Lücke  | Männer           | Frauen           | Lücke            |                  |
| ------ | ----------------------- | ----------------------- | ----------------------- | ----------------------- | ------ | ---------------- | ---------------- | ---------------- | ---------------- |
| 2011   | 82,14 %                 | 65,46 %                 | 16,7 %                  | 74,04 %                 | 15,1 % | 58,95 %          | 68,53 %          | 49,35 %          | 19,2 %           |
| 2001   | 75,26 %                 | 53,67 %                 | 21,6 %                  | 64,84 %                 | 17,7 % | 47,10 %          | 59,17 %          | 34,76 %          | 24,4 %           |
| 1991   | 64,13 %                 | 39,29 %                 | 24,8 %                  | 52,21 %                 | 22,6 % | 29,60 %          | 40,65 %          | 18,19 %          | 22,5 %           |
| 1981   | 56,38 %                 | 29,76 %                 | 26,6 %                  | 43,57 %                 | 27,2 % | 16,35 %          | 24,52 %          | 08,04 %          | 16,5 %           |
| 1971   | 45,96 %                 | 21,97 %                 | 24,0 %                  | 34,45 %                 | 23,2 % | 11,30 %          | 17,63 %          | 04,85 %          | 12,8 %           |
| 1961   | 40,40 %                 | 15,35 %                 | 25,0 %                  | 28,30 %                 | 19,8 % | 08,53 %          | 13,83 %          | 03,16 %          | 10,7 %           |

 Landbesitz
Eine staatliche Studie zum Landbesitz von privaten Haushalten in Indien 2003 ergab, dass bei den Scheduled Tribes etwas mehr Haushalte Land besaßen als der indienweite Durchschnitt, und dass jeder Stammes-Haushalt ein wenig mehr Land besaß als der Durchschnitt (0,70 Hektar zu 0,56 je Haushalt). Indienweit sank aber bei den insgesamt 705 Scheduled Tribes der Anteil an Landbesitz: Arbeiteten im Jahr 2001 noch 45 % der Stammesangehörigen auf ihrem eigenen Land, waren es 2011 nur 35 %, während der Anteil der Stammesangehörigen, die auf fremden Land arbeiteten, mit 46 % gleich blieb.
 Index der menschlichen Entwicklung
Der durchschnittliche Index der menschlichen Entwicklung (HDI: Human Development Index) der insgesamt 705 Scheduled Tribes wurde vom Entwicklungsprogramm der Vereinten Nationen  (UNDP-India) sowohl im Jahr 2000 wie auch 2005 mit geringen 0,270 berechnet – weit unterhalb der indienweiten Durchschnittswerte von 0,461 und 0,605 (vergleiche auch HDI der Bundesstaaten sowie Indiens HDI 2017: 0,639 auf Rang 130 weltweit).

### „Andere Religionen und Überzeugungen“
Die folgende Liste enthält die 20 anhängerstärksten „anderen Religionen und Überzeugungen“, die bei der Volkszählung in Indien 2011 statt der 6 großen indischen Religionen angegeben wurden unter Other Religions and Persuasions (Code-Nr. 700000 und folgende), dazu ihren Anteil an der indischen Bevölkerung, ihr Verhältnis von Land zu Stadt und ihre Geschlechterverteilung (weibliche zu 1000 männlichen Anhängern), außerdem den Bundesstaat mit ihrem größten Anteil (insg. vor allem Zentral- und Nordostindien) und den dort ansässigen Scheduled Tribe mit den meisten dortigen Anhängern – mit Ausnahme der 57.000 Parsen (Zoroastrismus) und der 33.000 Atheisten (siehe Atheismus in Indien) sind es ethnische Religionen, getragen vor allem von indigenen Volksgruppen, die aber nur in einzelnen Bundesstaaten als jeweils ansässiger Scheduled Tribe (ST) anerkannt sind (vergleiche auch „Andere Religionen“ in den Bundesstaaten):
| Indien 2011: „Andere Religionen und Überzeugungen“ (0,66 % der 1.211 Mio. Einwohner) | Indien 2011: „Andere Religionen und Überzeugungen“ (0,66 % der 1.211 Mio. Einwohner) | Indien 2011: „Andere Religionen und Überzeugungen“ (0,66 % der 1.211 Mio. Einwohner) | Indien 2011: „Andere Religionen und Überzeugungen“ (0,66 % der 1.211 Mio. Einwohner) | Indien 2011: „Andere Religionen und Überzeugungen“ (0,66 % der 1.211 Mio. Einwohner) | Indien 2011: „Andere Religionen und Überzeugungen“ (0,66 % der 1.211 Mio. Einwohner) | Indien 2011: „Andere Religionen und Überzeugungen“ (0,66 % der 1.211 Mio. Einwohner) | Indien 2011: „Andere Religionen und Überzeugungen“ (0,66 % der 1.211 Mio. Einwohner) | Indien 2011: „Andere Religionen und Überzeugungen“ (0,66 % der 1.211 Mio. Einwohner) | Indien 2011: „Andere Religionen und Überzeugungen“ (0,66 % der 1.211 Mio. Einwohner) | Indien 2011: „Andere Religionen und Überzeugungen“ (0,66 % der 1.211 Mio. Einwohner) | Indien 2011: „Andere Religionen und Überzeugungen“ (0,66 % der 1.211 Mio. Einwohner) | Indien 2011: „Andere Religionen und Überzeugungen“ (0,66 % der 1.211 Mio. Einwohner) | Indien 2011: „Andere Religionen und Überzeugungen“ (0,66 % der 1.211 Mio. Einwohner) |
|                                                                                      | Nr.                                                                                  | Bezeichnung                                                                          | Anhänger                                                                             | indienweit                                                                           | ländlich                                                                             | weiblich                                                                             | die meisten in                                                                       | Anteil                                                                               | Anhänger                                                                             | Anteil                                                                               | dortiger ST                                                                          | Anhänger                                                                             | Anteil                                                                               |
| ------------------------------------------------------------------------------------ | ------------------------------------------------------------------------------------ | ------------------------------------------------------------------------------------ | ------------------------------------------------------------------------------------ | ------------------------------------------------------------------------------------ | ------------------------------------------------------------------------------------ | ------------------------------------------------------------------------------------ | ------------------------------------------------------------------------------------ | ------------------------------------------------------------------------------------ | ------------------------------------------------------------------------------------ | ------------------------------------------------------------------------------------ | ------------------------------------------------------------------------------------ | ------------------------------------------------------------------------------------ | ------------------------------------------------------------------------------------ |
| 0                                                                                    | 700000                                                                               | „Other Religions…“                                                                   | 7.937.734                                                                            | 0,6555 %                                                                             | 90,7 %                                                                               | 1009 : 1000                                                                          | Jharkhand                                                                            | 53,36 %                                                                              | 4.235.786 von 33,0 Mio.                                                              | 12,84 %                                                                              | Oraon                                                                                | 1.049.077 von 1.717.000                                                              | 61,11 %                                                                              |
| 1                                                                                    | 701146                                                                               | „Sarna“ (Info)                                                                       | 4.957.467                                                                            | 0,4094 %                                                                             | 92,6 %                                                                               | 1005 : 1000                                                                          | Jharkhand                                                                            | 83,33 %                                                                              | 4.131.282 von 33,0 Mio.                                                              | 12,52 %                                                                              | Oraon                                                                                | 1.000.016 von 1.717.000                                                              | 58,26 %                                                                              |
| 2                                                                                    | 701052                                                                               | „Gond, Gondi“                                                                        | 1.026.344                                                                            | 0,0848 %                                                                             | 98,2 %                                                                               | 1024 : 1000                                                                          | Madhya Pradesh                                                                       | 56,99 %                                                                              | 584.884 von 72,6 Mio.                                                                | 0,81 %                                                                               | Gond                                                                                 | 545.067 von 5.093.000                                                                | 10,70 %                                                                              |
| 3                                                                                    | 701145                                                                               | „Sari Dharma“                                                                        | 506.369                                                                              | 0,0418 %                                                                             | 97,6 %                                                                               | 1017 : 1000                                                                          | Westbengalen                                                                         | 99,99 %                                                                              | 506.350 von 91,3 Mio.                                                                | 0,55 %                                                                               | Santal                                                                               | 478.193 von 2.512.000                                                                | 19,03 %                                                                              |
| 4                                                                                    | 701047                                                                               | „Doni Polo, Sidonyi Polo“                                                            | 331.370                                                                              | 0,0274 %                                                                             | 81,3 %                                                                               | 1015 : 1000                                                                          | Arunachal Pradesh                                                                    | 97,96 %                                                                              | 324.604 von 1,4 Mio.                                                                 | 23,46 %                                                                              | Nyishi                                                                               | 73.699 von 0.250.000                                                                 | 29,50 %                                                                              |
| 5                                                                                    | 702029                                                                               | „Sanamahi“                                                                           | 222.422                                                                              | 0,0184 %                                                                             | 60,1 %                                                                               | 1019 : 1000                                                                          | Manipur                                                                              | 99,95 %                                                                              | 222.315 von 2,7 Mio.                                                                 | 8,17 %                                                                               | Kabui                                                                                | 453 von 0.104.000                                                                    | 0,44 %                                                                               |
| 6                                                                                    | 701080                                                                               | „Khasi“ (Niam Khasi)                                                                 | 138.512                                                                              | 0,0114 %                                                                             | 89,5 %                                                                               | 1006 : 1000                                                                          | Meghalaya                                                                            | 99,98 %                                                                              | 138.480 von 3,0 Mio.                                                                 | 4,59 %                                                                               | Khasi                                                                                | 130.420 von 1.412.000                                                                | 9,24 %                                                                               |
| 7                                                                                    | 701002                                                                               | „Addi Bassi“                                                                         | 86.877                                                                               | 0,0072 %                                                                             | 88,2 %                                                                               | 990 : 1000                                                                           | Jharkhand                                                                            | 48,83 %                                                                              | 42.422 von 33,0 Mio.                                                                 | 0,13 %                                                                               | Oraon                                                                                | 35.452 von 1.717.000                                                                 | 2,07 %                                                                               |
| 8                                                                                    | 701118                                                                               | „Niamtre“ (Khasi-Jaintia)                                                            | 84.276                                                                               | 0,0070 %                                                                             | 88,1 %                                                                               | 1056 : 1000                                                                          | Meghalaya                                                                            | 99,98 %                                                                              | 84.258 von 3,0 Mio.                                                                  | 2,73 %                                                                               | Khasi                                                                                | 77.551 von 1.412.000                                                                 | 5,49 %                                                                               |
| 9                                                                                    | 702048                                                                               | „Adi Dharm“                                                                          | 82.255                                                                               | 0,0068 %                                                                             | 95,6 %                                                                               | 1004 : 1000                                                                          | Odisha (Orissa)                                                                      | 65,30 %                                                                              | 53.711 von 42,0 Mio.                                                                 | 0,13 %                                                                               | Oraon                                                                                | 50.151 von 0.358.000                                                                 | 14,00 %                                                                              |
| 10                                                                                   | 702023                                                                               | „Parsi, Zorastrian“                                                                  | 57.264                                                                               | 0,0047 %                                                                             | 03,4 %                                                                               | 1037 : 1000                                                                          | Maharashtra                                                                          | 78,33 %                                                                              | 44.854 v. 112,4 Mio.                                                                 | 0,04 %                                                                               | (Parsen)                                                                             | (44.854 von 0044.854)                                                                | 100,00 %                                                                             |
| 11                                                                                   | 701291                                                                               | „Adim dhamm“                                                                         | 57.022                                                                               | 0,0047 %                                                                             | 97,7 %                                                                               | 1032 : 1000                                                                          | Chhattisgarh                                                                         | 99,98 %                                                                              | 57.011 von 25,5 Mio.                                                                 | 0,22 %                                                                               | Gond                                                                                 | 37.709 von 4.298.000                                                                 | 0,88 %                                                                               |
| 12                                                                                   | 702052                                                                               | „Atheist“ (Info)                                                                     | 33.304                                                                               | 0,0028 %                                                                             | 68,5 %                                                                               | 893 : 1000                                                                           | Maharashtra                                                                          | 28,98 %                                                                              | 9.652 v. 112,4 Mio.                                                                  | <0,01 %                                                                              | Bhil                                                                                 | 5.772 von 5.994.000                                                                  | 0,10 %                                                                               |
| 13                                                                                   | 702051                                                                               | „Bidin“                                                                              | 29.553                                                                               | 0,0024 %                                                                             | 99,9 %                                                                               | 1034 : 1000                                                                          | Jharkhand                                                                            | 98,76 %                                                                              | 29.187 von 33,0 Mio.                                                                 | 0,09 %                                                                               | Santal                                                                               | 27.331 von 2.755.000                                                                 | 0,99 %                                                                               |
| 14                                                                                   | 701003                                                                               | „Adi“                                                                                | 24.381                                                                               | 0,0020 %                                                                             | 88,4 %                                                                               | 1022 : 1000                                                                          | Jharkhand                                                                            | 37,47 %                                                                              | 9.135 von 33,0 Mio.                                                                  | 0,03 %                                                                               | Oraon                                                                                | 6.906 von 1.717.000                                                                  | 0,40 %                                                                               |
| 15                                                                                   | 701156                                                                               | „Songsarek“                                                                          | 19.834                                                                               | 0,0016 %                                                                             | 99,9 %                                                                               | 1019 : 1000                                                                          | Meghalaya                                                                            | 99,84 %                                                                              | 19.803 von 3,0 Mio.                                                                  | 0,65 %                                                                               | Garo                                                                                 | 17.257 von 0.821.000                                                                 | 2,10 %                                                                               |
| 16                                                                                   | 701174                                                                               | „Yumasam“                                                                            | 19.093                                                                               | 0,0016 %                                                                             | 92,8 %                                                                               | 979 : 1000                                                                           | Sikkim                                                                               | 64,58 %                                                                              | 12.331 von 0,6 Mio.                                                                  | 2,03 %                                                                               | Limboo                                                                               | 11.797 von 0.054.000                                                                 | 21,97 %                                                                              |
| 17                                                                                   | 701169                                                                               | „Tribal Religion“                                                                    | 17.393                                                                               | 0,0014 %                                                                             | 91,0 %                                                                               | 953 : 1000                                                                           | Arunachal Pradesh                                                                    | 84,30 %                                                                              | 14.663 von 1,4 Mio.                                                                  | 1,06 %                                                                               | Mishmi / Idu                                                                         | 6.421 von 0.032.000                                                                  | 19,93 %                                                                              |
| 18                                                                                   | 701180                                                                               | „Rangfra“                                                                            | 10.598                                                                               | 0,0009 %                                                                             | 89,4 %                                                                               | 1003 : 1000                                                                          | Arunachal Pradesh                                                                    | 100,00 %                                                                             | 10.598 von 1,4 Mio.                                                                  | 0,77 %                                                                               | Tangsa                                                                               | 2.968 von 0.015.000                                                                  | 19,41 %                                                                              |
| 19                                                                                   | 701060                                                                               | „Heraka“                                                                             | 9.956                                                                                | 0,0008 %                                                                             | 59,5 %                                                                               | 1042 : 1000                                                                          | Manipur                                                                              | 64,72 %                                                                              | 6.444 von 2,7 Mio.                                                                   | 0,24 %                                                                               | Kabui                                                                                | 5.949 von 0.104.000                                                                  | 5,73 %                                                                               |
| 20                                                                                   | 701142                                                                               | „Santal“                                                                             | 6.485                                                                                | 0,0005 %                                                                             | 89,8 %                                                                               | 1013 : 1000                                                                          | Westbengalen                                                                         | 69,07 %                                                                              | 4.479 von 91,3 Mio.                                                                  | <0,01 %                                                                              | Santal                                                                               | 3.321 von 2.512.000                                                                  | 0,13 %                                                                               |
| #                                                                                    | Code                                                                                 | Religion / Überzeugung                                                               | Anhänger                                                                             | indienweit                                                                           | ländlich                                                                             | weiblich                                                                             | die meisten in                                                                       | Anteil                                                                               | Anhänger                                                                             | Anteil                                                                               | Sched. Tribe                                                                         | Anhänger                                                                             | Anteil                                                                               |

## Particularly Vulnerable Tribal Groups(PVTGs)
| PVTGs mit weniger als 1000 Angehörigen in 2001 | PVTGs mit weniger als 1000 Angehörigen in 2001 | PVTGs mit weniger als 1000 Angehörigen in 2001 | PVTGs mit weniger als 1000 Angehörigen in 2001 | PVTGs mit weniger als 1000 Angehörigen in 2001 |
|                                                | Stammesgruppe                                  | 2001                                           | 2011                                           | Staat/Territorium                              |
| ---------------------------------------------- | ---------------------------------------------- | ---------------------------------------------- | ---------------------------------------------- | ---------------------------------------------- |
| 1                                              | Raji in Uttar Pradesh                          | 998                                            | 2241                                           | Uttar Pradesh                                  |
| 2                                              | Kota in Tamil Nadu                             | 925                                            | 308                                            | Tamil Nadu                                     |
| 3                                              | Korwa in Bihar                                 | 703                                            | 452                                            | Bihar                                          |
| 4                                              | Birhor in Odisha                               | 702                                            | 596                                            | Odisha (Orissa)                                |
| 5                                              | Sauria Paharia in Bihar                        | 585                                            | 1932                                           | Bihar                                          |
| 6                                              | Raji in Uttarakhand                            | 517                                            | 1295                                           | Uttarakhand                                    |
| 7                                              | Savar in Bihar                                 | 420                                            | 80                                             | Bihar                                          |
| 8                                              | Birhor in Bihar                                | 406                                            | 377                                            | Bihar                                          |
| 9                                              | Shompen                                        | 398                                            | 229                                            | Andamanen/Nikobaren                            |
| 10                                             | Cholanaickan                                   | 326                                            | 124                                            | Kerala                                         |
| 11                                             | Jarawa                                         | 240                                            | 380                                            | Andamanen/Nikobaren                            |
| 12                                             | Mankidi                                        | 205                                            | 31                                             | Odisha (Orissa)                                |
| 13                                             | Asur in Bihar                                  | 181                                            | 4129                                           | Bihar                                          |
| 14                                             | Birhor in Madhya Pradesh                       | 143                                            | 52                                             | Madhya Pradesh                                 |
| 15                                             | Onge                                           | 96                                             | 101                                            | Andamanen/Nikobaren                            |
| 16                                             | Groß-Andamaner                                 | 43                                             | 44                                             | Andamanen/Nikobaren                            |
| 17                                             | Sentinelesen                                   | 39                                             | 15                                             | Andamanen/Nikobaren                            |
| 18                                             | Birjia in Bihar                                | 17                                             | 208                                            | Bihar                                          |

Von den 693 Scheduled Tribes (2014) hat ein Teil eine moderne Lebensweise angenommen, aber 75 Gemeinschaften werden offiziell als „besonders gefährdete Stammesgruppen“ angesehen, als Particularly Vulnerable Tribal Groups (PVTGs). Sie leben in 16 Bundesstaaten und auf den Unionsinseln Andamanen und Nikobaren; einige wie die dortigen Sentinelesen gehören zu den wenigen noch existierenden isolierten Völkern (nur 15 Angehörige 2011), andere sind kleine Teilgruppen von größeren Scheduled Tribes anderer Bundesstaaten. Nicht alle PVTGs sind als ST anerkannte Volksgruppen, sie können auch den Scheduled Castes („gelisteten Kasten“) oder den Other Backward Classes („anderen zurückgebliebene Klassen“) angehören.
Gesamtbevölkerung der gefährdeten Gruppen
Im Jahr 2001 hatten die 75 anerkannten PVTGs zusammen 2,77 Mio. Angehörige (3,3 % der 84 Mio. ST-Bevölkerung und 0,3 % von Indiens Einwohnern). Für 2011 wird keine offizielle Gesamtzahl angegeben, da zwischenzeitlich verschiedene Gruppen und Gemeinschaften anders eingeteilt wurden. 2013 listet ein Bericht des indischen Ministeriums für Stammesangelegenheiten insgesamt 93 PVTGs mit insgesamt 10,7 Mio. Angehörigen – alleine die als Nummer 50 geführten Abujh Maria in Madhya Pradesh (zusammen mit Chhattisgarh) haben 5,1 Mio. Angehörige:
- 2011: ≈10,71 Mio.
- 2001: ≈02,77 Mio.
- 1991: ≈02,41 Mio.
- 1981: ≈02,26 Mio.
- 1971: ≈01,40 Mio.
- 1961: ≈00,77 Mio.

Soziale Merkmale der PVGTs
Für die gefährdeten Gruppen gibt es besondere staatliche Schutz- und Fördermaßnahmen, die in 5-Jahresplänen ausgelegt werden; zur Kennzeichnung von PVTGs werden noch 2013 vier soziale Merkmale beschrieben:
1. vor-landwirtschaftlicher Technologiestand (pre-agriculture level of technology)
2. kein Wachstum der Bevölkerung oder Abnahme (stagnant or declining population)
3. sehr niedrige Lesefähigkeit (extremely low literacy)
4. nur Bedarfswirtschaft (subsistence level of economy)

Im Jahr 2014 formuliert der Kommissionsbericht des indischen Ministeriums für Stammesangelegenheiten (Ministry of Tribal Affairs) ausführliche Programme zur Unterstützung der PVTGs und nennt die folgenden fünf Kriterien:
1. auf Wälder angewiesene Lebensweise (forest-dependent livelihoods)
2. vor-landwirtschaftliche Existenzebene (pre-agricultural level of existence)
3. kein Wachstum der Bevölkerung oder Abnahme (stagnant or declining population)
4. niedrige Lesefähigkeitsraten (low literacy rates)
5. Selbstversorgungswirtschaft (subsistence-based economy)